# Хунсиго
Хунсиго (др.-фриз. Hunsego, з.-фриз. Hunzegoa) — регион в провинции Гронинген, Нидерланды, между Рейтдипом и Марвлитом. Хунсиго был одним из Оммеландов. Он граничит на севере с Ваттовым морем, на востоке с Фивельго, на западе с Вестерквартиром и Фрисландией, а на юге - с Горехтом. Регион соответствует нынешней общине Хет-Хогеланд и небольшой части общины Лопперсюм.

## Общие сведения
Название означает гау на реке Хунзе. Хунзе больше не существует после строительства канала Рейтдип. Первоначально Хунзе имел другое русло с устьем в Питербюрене, и разделял Хунсиго на две части.
Хунсиго был первым членом Союза Оммеландов. Главным городом был Винсюм, где Оммеланды в течение некоторого времени проводили свои собрания.
К этой области относятся три ваттовых острова: Роттюмерплат, Роттюмерог и Зёйдердёйнтьес.

## История
Хунсиго, как и Фивельго, изначально был фризским регионом. Людгер был назначен в 787 году главой миссионерской деятельности в области, включавшей регионы Хумстерланд, Хунсиго и Фивельго. В 1057 году гау Хунсиго упоминается как часть графства, подаренного императором Священной Римской империи Генрихом IV под управлением его матери архиепископу Гамбургскому Адальберту. До этого лен принадлежал саксонскому дому Брунонов. В XI веке монеты чеканились в Винсюме, что говорит о том, что Винсюм был столицей региона. В более поздние времена Ондердендам стал центральным районом региона.
Население всегда говорило на восточнофризском, но, после объединения города Гронингена с Оммеландами, восточнофризский смешался с нижнесаксонским города, хотя язык сельских окрестностей всё ещё сохраняет сильный восточнофризский субстрат. В XIII веке законы записывались на латыни или на хунсингском диалекте восточнофризского языка.

## Описание
В Хунсиго было построено много замков. Это не означает, что в Хунсиго было больше знати, чем в остальной части Гронингена. Многие из замков были разрушены, как властями, так и восставшими людьми. Знаменитый замок в Хунсиго — Менкемаборг в Эйтхёйзене. Другим является Верхилдерсюм в Ленсе.
Хунсиго характеризуется лугами, терпами и дамбами. Хунсиго расширился за счёт освоения земель, которые были образованы естественным намыванием грунта морем возле дамб. Эта новая территория была выше старых дамб, и поэтому также известна как Гронингенский Хогеланд (верхняя земля). Когда новые территории достигали достаточного размера, они защищались строительством новой дамбы.
Сегодня Хунсиго является одной из главных экономических артерий Гронингена. Это связано с Эмсхавеном в восточной части региона и национальным парком Лауверсмер и креветочной деревней Зауткамп в западной части. Компания креветок Heiploeg находится в Заутланде. Это крупнейший поставщик креветок в Европе.